# FC Gohfeld
Der FC Gohfeld (vollständiger Name: Fußball-Club Gohfeld e. V.) war ein Fußballverein aus dem Löhner Stadtteil Gohfeld. Die erste Mannschaft spielte zwischen 1983 und 1985 in der damals drittklassigen Oberliga Westfalen.

## Geschichte
Im Jahre 1954 wurde der FC Gohfeld von Mitgliedern der Fußballabteilung des TuS Gohfeld gegründet. Als TuS Gohfeld spielte die Mannschaft von 1950 bis 1954 in der Bezirksklasse. Seinen Aufstieg in die höheren westfälischen Amateurligen verdankte der Verein dem Möbelhändler Paul Witte und dem Zigarrenhändler Manfred Meyer. Im Jahre 1969 gelang der Aufstieg in die Bezirksklasse, ehe fünf Jahre später der Aufstieg in die Landesliga gelang, wo die Mannschaft mit drei Punkten Vorsprung auf die Spvg Steinhagen auf Anhieb Meister wurde und den direkten Durchmarsch in die Verbandsliga schaffte. Nach einem dritten Platz in der Saison 1976/77 folgte ein Jahr später der Abstieg in die Landesliga. Erst 1980 gelang der Wiederaufstieg. 
In der Saison 1981/82 nahm der FC Gohfeld erstmals am DFB-Pokal teil. Durch einen 2:1-Sieg über die FVgg. Kastel 06 gelang der Einzug in die zweite Runde, wo die Mannschaft nach einer 0:2-Niederlage beim FSV Frankfurt ausschied. Die Saison 1982/83 brachte dem FC Gohfeld die Meisterschaft in der Nordstaffel der Verbandsliga mit einem Punkt Vorsprung auf den 1. FC Recklinghausen. In dieser Saison nahm der vertragslose Profi-Torwart Wolfgang Kneib, der vorher in der Bundesliga für Arminia Bielefeld und Borussia Mönchengladbach spielte, am Training des FC teil. Gleichzeitig qualifizierte sich der FC Gohfeld zum zweiten Mal für den DFB-Pokal. In der ersten Runde der Pokalsaison 1983/84 musste die Mannschaft zu den Amateuren des 1. FC Köln reisen, wo Gohfeld nach einer 1:0-Führung noch mit 1:2 unterlag. In der Oberliga schaffte die Mannschaft knapp den Klassenerhalt. Ein Jahr später startete die Mannschaft zwar mit einem 4:0-Sieg gegen den FC Gütersloh in die Saison, allerdings mussten die Gohfelder als Tabellenletzter mit gerade mal 7:61 Punkten und 115 Gegentoren wieder absteigen. 
Anschließend wurde man auch in der Verbandsliga durchgereicht und musste damit ab 1986 wieder in der Landesliga antreten. Als Gönner Paul Witte 1988 starb, fehlte dem Verein der wichtigste Sponsor. Trotzdem hielt sich der Verein in den folgenden Jahren mit einem jungen Team in der Landesliga und erreichte in der Saison 1989/90 die Vizemeisterschaft hinter der SpVgg Fichte Bielefeld. Nachdem es zu Unstimmigkeiten in der Vorstandsriege gekommen war, fehlte dem FC Gohfeld eine aktionsfähige Führung und die erste Mannschaft wurde während der Saison 1991/92 vom Spielbetrieb abgemeldet. Anschließend wurde der mit 120.000 Mark verschuldete Verein aufgelöst.

## Erfolge
- Teilnahme am DFB-Pokal: 1981/82, 1983/84
- Meister der Verbandsliga Westfalen 1: 1983
- Meister der Landesliga Westfalen 1: 1975, 1980

## Stadion

Logo des FC Löhne-Gohfeld

Spielstätte des FC Gohfeld und dem FC Löhne-Gohfeld ist das Stadion am Mittelbach an der Nordbahnstraße. Es bietet Platz für 6.000 Zuschauer und wurde im Jahre 1973 errichtet. Gespielt wird auf Naturrasen. Die Spielfläche ist von einer Aschelaufbahn umgeben.

## Persönlichkeiten
- Karl-Hermann Eickhoff
- Thomas Ellenberg
- Wolfgang Flüshöh
- Horst Gamon
- Erich Kormannshaus
- Peter Krobbach
- Norbert Pohl
- Dieter Pries
- Anton Rüther
- Ulrich Schäffer
- Friedel Schüller
- Dirk Spannuth
- Georg Stürz
- Klaus Wunder

## Nachfolgeverein FC Löhne-Gohfeld
Am 18. Januar 1992 wurde mit dem FC Löhne-Gohfeld der Nachfolgeverein gegründet. Der Name der Stadt Löhne wurde im Vereinsnamen aufgenommen, weil der neue Club seine Verbindung zu Löhne deutlich machen wollte. Gleich in der ersten Saison gelang der Aufstieg in die Kreisliga B. Zwischen 2006 und 2008 spielte der FC Löhne-Gohfeld in der Herforder Kreisliga A  und trat seitdem in der Kreisliga B an. Im Jahre 2024 gelang schließlich der Wiederaufstieg in die Kreisliga A. Dort reichte es in der folgenden Saison nur aufgrund der besseren Tordifferenz gegenüber dem VfL Klosterbauerschaft zum Klassenerhalt.